# Yucca schidigera
Yucca schidigera Roezl ex Ortgies è una pianta appartenente alla famiglia delle Asparagacee, tipica del deserto del Mojave.

## Descrizione
È caratterizzata da un apparato radicale molto espanso in larghezza, che può arrivare a coprire un'area di 100 metri quadrati. Questo particolare apparato radicale le permette di recuperare il solo millimetro di pioggia che cade mediamente in questi ambienti a livello annuo, riuscendo così a soddisfare le sue modeste esigenze idriche. Tale strategia di sviluppo limita al contempo la crescita di altre essenze vegetali nella superficie occupata dalle radici, riducendo la competizione.